# Ljukman Adams
Ljukman Rasakovitj Adams (ryska: Люкман Расакович А́дамс), född 24 september 1988 i Leningrad (S:t Petersburg), är en rysk friidrottare som tävlar i tresteg.
Adams har nigeriansk pappa och rysk mamma.